# خپل

جیمز گربه

جیمز گربه (به انگلیسی: James the Cat) که در ایران با نام‌های باغ گل‌ها و خپل شناخته می‌شود، یک مجموعه پویانمایی تلویزیونی کودکان است که توسط کیت کینینگ ساخته شده است.
این مجموعه توسط جان کلایتون و برای شبکه تلویزیونی گرمپین (اسکاتلند) تهیه شد. داستان این که کارتون در باغ یک خانه (شماره ۱۰۴) می‌گذرد و به ماجراهای گربه‌ای به نام «جیمز» و دوستان جدیدش می‌پردازد. شخصیت‌های فرعی مجموعه حلزونی به‌نام خانم لاوندر، کانگورویی به‌نام فریدا، سیتروئن قورباغهٔ فرانسوی، راکی خرگوش کودن، و دنیس (اژدهای صورتی نفس آتشین ولزی با دودمان چینی) هستند. در باغ یک کندوی زنبور عسل هم وجود دارد و در خانهٔ همسایه دو موش صحرایی و فرزندانشان زندگی می‌کنند.
این پویانمایی که هر قسمت آن حدود ۵ دقیقه زمان دارد در ۲ فصل ساخته شده است. فصل اول آن در سال ۱۹۸۴ و فصل دوم در سال ۱۹۹۸ پخش شده‌اند. فصل اول این مجموعه در دههٔ ۱۳۶۰ خورشیدی و با نام «خپل» یا «باغ گلها» در ایران دوبله و پخش شد. هوشنگ لطیف‌پور گویندهٔ نسخهٔ فارسی این پویانمایی و بیژن مفید مترجم آن بوده است.
برنامه در میان دو فصل تغییرات زیادی دارد. در فصل نخست، خپل تازه‌وارد باغ در «کرنرهاوس» است و باید یاد بگیرد که چگونه با دیگر حیوانات آنجا زندگی کند. در قسمت نخست از فصل دوم، خپل به یک دیپلمات تبدیل می‌شود (هرچند گاهی از او به‌عنوان یک «شخص مهم» یاد می‌شود). در قسمت‌های بعدی، او و دیگران به سرزمین‌های دور سفر می‌کنند یا پذیرای میهمانان مهم می‌شوند.